# Half-Life: Blue Shift
Half-Life: Blue Shift est un jeu de tir à la première personne développé par Gearbox Software, sorti le 12 juin 2001 en stand alone (ne nécessite pas le jeu original), Blue Shift place l'action au même moment qu’Half-Life dans la peau de Barney Calhoun, un agent de sécurité de Black Mesa situé dans le complexe voisin de celui des matériaux anormaux lors de l'explosion.
Le titre est un jeu de mots faisant à la fois référence au décalage vers le bleu (blueshift en anglais), phénomène physique, et à l'équipe (shift en anglais) dans laquelle travaille Barney.

## Trame

### Univers

#### Les chapitres
- Chapitre 1 – Quartiers vivants en partance : Barney Calhoun accède à son lieu de travail par les trams de transport, pour se rendre compte de la défaillance de l'ensemble de l'électronique dans la base de Black Mesa.
- Chapitre 2 – Insécurité : Barney récupère son gilet pare-balles et son pistolet, et se rend à un ascenseur. Il a pour mission d'aider des scientifiques bloqués, mais c'est à ce moment que l'incident se produit, et il comprend alors que les problèmes qu'il a rencontrés jusque-là ne sont plus que le cadet de ses soucis.
- Chapitre 3 – L'appel du devoir : Barney échoue dans un chaos indescriptible, les aliens xéniens sont désormais de la partie, bientôt rejoints par les militaires. La seule issue vers la surface est le canal, mais y arrivera t-il indemne ?
- Chapitre 4 – Cargo Captif : Barney rencontre sur son chemin un scientifique gravement blessé qui lui avoue que lui et un ami tentaient de rejoindre d'anciens laboratoires pour s'enfuir, mais ont été capturés par les soldats. Sa mission est donc de retrouver le docteur Rosenberg qui seul peut l'aider à fuir la base. Arrivé au labo, la première tache sera d'activer une machine sur Xen afin de permettre le fonctionnement du téléporteur.
- Chapitre 5 – Point focal : Barney arrive sur le monde cauchemardesque de Xen et doit à tout prix retrouver un équipement scientifique perfectionné et l'activer.
- Chapitre 6 – Lutte d'influence : Barney déambule dans les souterrains pour atteindre le réacteur auxiliaire, et découvre que les craintes du Docteur Rosenberg étaient fondées : pratiquement aucun de ceux qui sont partis n'ont survécu. Finalement, il réussit à réactiver le réacteur auxiliaire et à recharger la batterie.
- Chapitre 7 – Profession de foi : Barney aide le docteur Rosenberg à finaliser le projet, et malgré quelques broutilles, les scientifiques réussissent à s'enfuir. Mais tout se complique quand Barney passe : les soldats font irruption, et il se trouve, à la suite de la téléportation, dans un état de déplacement de résonance/reflux harmonique infini.
- Chapitre 8 – Affranchissement : Quand l'effet cesse, Barney se retrouve comme prévu devant une des entrées/sorties de Black Mesa. Rosenberg félicite Barney pour son succès et le remercie pour l'avoir aidé, et les quatre hommes s'enfuient du Centre de Recherche à bord d'une voiture.
- Il existe aussi un « chapitre » caché dans Point focal sur Xen. Vers le début du niveau, Barney passe par une sorte de caverne où se trouvent des crabes de tête et un bassin de régénération. S'il nage tout au fond du lac dans la caverne en suivant les bulles, il tombera sur une fissure dans la roche où il faudra donner plusieurs coups de pied-de-biche pour déboucher dans une caverne où se trouvent trois Chumtoads paisibles et inoffensifs qui se téléportent dès qu'ils sont attaqués. Cet endroit porte le nom de « L'antre du Chumtoad » qui est une sorte d'easter egg. Cet endroit ne comporte qu'une caverne avec deux nids de Snarks qu'on peut récupérer, ce qui n'est pas à proprement parler un niveau.

#### L’origine de Barney
Dans le premier Half-Life, le nom « Barney » regroupait l'ensemble du personnel de sécurité de Black Mesa. Jamais surnommé ainsi dans le jeu, le nom interne du modèle du personnage est « monster_barney » et le modèle du mode multijoueur est simplement nommé « barney ». Le nom est né dans les premières versions alpha du jeu où le modèle du personnage avait une certaine ressemblance avec l'acteur Don Knotts et était inspiré de son personnage « Barney Fife » du Andy Griffith Show, qui a longtemps été aux États-Unis un terme péjoratif pour désigner un policier ou un garde.
Au départ, les « Barneys » étaient prévus pour être des ennemis qui attaqueraient le joueur. Cependant, pour tester certains scripts d'IA et des routines de combat, Barney a été temporairement changé pour accompagner le joueur. Les testeurs ont tellement adoré le comportement de Barney (un peu maladroit) que son rôle et ses scripts ont été retravaillés pour en faire un allié.
Au cours du jeu, les Barneys occupent un rôle similaire aux scientifiques en fournissant de petits indices sur l'Histoire à travers leurs conversations. De plus, ils peuvent servir de renfort au joueur durant les combats avec jusqu'à quatre Barneys pouvant suivre le joueur à n'importe quel moment. Chaque Barney possède un pistolet mais leur efficacité au combat est souvent limitée à cause d'un mauvais pathfinding et d'un temps de réponse lent. Cependant, certains joueurs ont remarqué les étranges capacités de combat des Barneys par rapport aux militaires de l'UCEH où il est capable de tuer un, voire plusieurs, de ces soldats pourtant plus armés et mieux protégés que lui, probablement en raison de sa précision à longue distance.
Blue Shift a révélé que Barney Calhoun était le garde de sécurité qui tapait à une porte que Gordon Freeman croise en tram durant la séquence d'ouverture de Half-Life.
La première extension de Half-Life, Opposing Force, a confirmé le prénom de Barney dans le dialogue. Également, un collègue de Barney, plus gros et avec une moustache, Otis (du nom d'un autre personnage du Andy Griffith Show), apparait ; ces deux « types » de gardes viennent en aide à Adrian Shephard, tout comme Barney a aidé Gordon Freeman au départ. Il existe aussi des Zombies de gardes de sécurité, ils sont surnommés « Zombie Barney. »
Dans le premier Half-Life, l'une des répliques possibles d'un « Barney » lorsque Freeman lui parle est « À tout à l'heure, devant une bière. » Une allusion y est faite dans Half-Life 2 lorsque Barney Calhoun plaisante en disant à Gordon « et à propos de cette bière que je vous dois ».

### Histoire
Barney Calhoun est un garde de sécurité de Black Mesa, il est responsable des équipements et du matériel utilisé pour les recherches du secteur « Matériaux Anormaux » (là où Gordon Freeman travaillait peu de temps avant le drame d'Half Life, premier du nom). Lors de l'accident, Barney Calhoun est bloqué dans un ascenseur, accompagné par deux scientifiques. (le premier meurt par l'explosion d'un panneau électrique, le second, d'un choc dû à la vitesse avec laquelle l'ascenseur descend). Notre héros se réveille donc au milieu des deux cadavres de scientifiques et entourées de Houndeyes, il comprend alors qu'il doit atteindre la surface pour sauver sa peau. Calhoun délivre donc des scientifiques enfermés dans des wagons de trains par les marines chargés d'éliminer toute vie à Black Mesa afin d'étouffer l'affaire. Parmi les prisonniers se trouve le docteur Rosenberg, qui aidera alors le pauvre Barney à se tirer de cet enfer. Selon le docteur Rosenberg, le seul moyen de sortir du complexe de Black Mesa est d'utiliser le téléporteur que lui et son équipe ont mis au point. Téléporteur qui les transportera à une sortie de secours, qui, ils l'espèrent, n'est pas déjà sous le contrôle des militaires.
Calhoun, Rosenberg, et ses collègues scientifiques, Walter Bennet et Simon, essayent alors de redémarrer le prototype du téléporteur, après que Barney soit revenu de Xen pour opérer une expérience étrange là-bas. Dès son retour, Calhoun apprend que la batterie est malheureusement cassée et qu'il doit descendre dans le complexe inférieur, pour en rapporter une… Tout est sens dessus dessous, militaires et aliens attendent avidement que Barney pointe le bout de son casque. Finalement, Barney arrivera à se téléporter avec ses collègues scientifiques à la surface et à déguerpir enfin.
Plusieurs points de Blue Shift sont intéressants, car le héros voit Gordon Freeman à plusieurs reprises : dans le tram, au tout début du jeu, Gordon se dirige vers le secteur des matériaux anormaux alors que Barney s'acharne à ouvrir une porte (d'ailleurs, il y a une petite incohérence dans ce passage, puisque Barney n'a pas encore récupéré son casque et son gilet pare-balle alors que dans Half-Life premier du nom, Gordon Freeman l'aperçoit en train de cogner sur la porte mais avec un pistolet et son équipement). Plus tard, avec le système de sécurité des caméras, Barney pourra remarquer Gordon se dirigeant vers les Personnal Facilities afin de récupérer sa combinaison HEV de protection en milieu hostile. À la fin du jeu, Barney, enfermé dans une salle et en pleine réaction en chaîne à cause du dysfonctionnement du téléporteur, voit Gordon se faire traîner par les militaires, ce qui correspond au passage « Appréhension » d'Half Life premier du nom.
Blue Shift est l'extension de Half-Life la plus courte de toutes. Dans Blue Shift, Barney Calhoun ne rencontre jamais directement le G-Man dans cette aventure (il l'aperçoit au début de l'aventure, de passage en tram lorsque Barney doit se rendre au secteur G), contrairement à la fin de Half-Life, où Gordon Freeman accepte le "travail" que lui propose le G-Man, et à la fin de Opposing Force, où Adrian Shephard est « mis de côté » par le G-Man afin qu'il ne dévoile pas le secret de ce qu'il a vu, de ce qu'il a vécu, c’est-à-dire, les expériences sur les aliens, les humains décimés par la Race-X, les Black Ops…

## Développement
À sa sortie, en juin 2001, Half-Life: Blue Shift offrait le High Definition pack (« pack de Haute Définition ») comme option lors de l'installation. Ce pack incluait donc une amélioration des graphismes des armes, des personnages (Barney, militaires, aliens, zombies, etc.) mais pas des décors. L'édition internationale de Half-Life: Blue Shift incluait aussi Opposing Force.
En bref, le jeu offre de nouveaux niveaux et zones de Black Mesa, jamais visités par Gordon Freeman dans le premier épisode d'Half-Life, tout comme Half-Life: Opposing Force le proposait, sauf que ce dernier était plus long, et que de nouvelles armes ainsi que de nouveaux monstres apparaissaient, au grand plaisir des amateurs. Bien que le « HL Haute Définition Pack » ait été offert avec le jeu, le seul nouveau skin de personnage créé est celui du Dr. Rosenberg, un scientifique travaillant à Black Mesa, et détenant un rôle important dans l'histoire de Half-Life: Blue Shift, nous pouvons donc dire que Blue Shift innove peu, contrairement à ses prédécesseurs… De plus le jeu est beaucoup plus court que ses prédécesseurs.
Le 25 août 2005 (en Europe), le développeur Valve a décidé d'offrir gratuitement le jeu à tous les possesseurs d'un pack Half-Life ou Half-Life 2 - Silver ou Gold téléchargeable via Steam.

## Accueil
Blue Shift a reçu un accueil mitigé de la part des critiques ; parmi les reproches qui lui sont adressés, on peut citer la faible durée de vie, ou encore le peu de renouveau par rapport au jeu de base.